# Svenska mästerskapen i längdskidåkning 2023
Svenska mästerskapen i längdskidåkning 2023 arrangerades mellan den 30 januari och 5 februari 2023 i Skövde som en del av SM-veckan 2023. Sprintstafetterna och 30/50 kilometer arrangerades mellan den 31 mars och 2 april 2023 i Kalix.

## Medaljöversikt och resultat
| Tävling                    | Guld                                                       | Guld      | Silver                                                       | Silver    | Brons                                               | Brons     |
| -------------------------- | ---------------------------------------------------------- | --------- | ------------------------------------------------------------ | --------- | --------------------------------------------------- | --------- |
| Damer                      |                                                            |           |                                                              |           |                                                     |           |
| Sprint (F)                 | Anna Dyvik IFK Mora SK                                     | 3.29,30   | Moa Ilar Falun Borlänge SK                                   | 3.29,59   | Jenny Solin Sollefteå Skidor SK                     | 3.29,68   |
| 10 km (F)                  | Elina Rönnlund IFK Umeå                                    | 23.55,3   | Moa Ilar Falun Borlänge SK                                   | 24.04,4   | Linn Sömskar IFK Umeå                               | 24.16,3   |
| Masstart 15 km (K)         | Linn Sömskar IFK Umeå                                      | 39.04,2   | Anna Dyvik IFK Mora SK                                       | 39.04,6   | Sofia Henriksson Piteå Elit                         | 39.10,7   |
| Stafett 3x5 km (K)         | IFK Umeå Magdalena Nilsson Elina Rönnlund Linn Sömskar     | 39.46,0   | Piteå Elit Lisa Ingesson Lisa Vinsa Sofia Henriksson         | 40.01,5   | IFK Mora SK Emma Björklund Emma Lindberg Anna Dyvik | 41.27,7   |
| Sprintstafett 6x1,5 km (F) | Piteå Elit 1 Emma Ribom Jonna Sundling                     | 18.26,1   | Piteå Elit 2 Ebba Andersson Lisa Ingesson                    | 18.47,5   | Falun Borlänge SK Louise Lindström Maja Dahlqvist   | 18.57,2   |
| 30 km (F)                  | Ebba Andersson Piteå Elit                                  | 1:18.07,3 | Jonna Sundling Piteå Elit                                    | 1:19.36,6 | Emma Ribom Piteå Elit                               | 1:21.32,7 |
| Herrar                     |                                                            |           |                                                              |           |                                                     |           |
| Sprint (F)                 | Olof Jonsson Trillevallens SK                              | 3.04,36   | Karl-Johan Westberg Borås SK                                 | 3.04,63   | Oskar Svensson Falun Borlänge SK                    | 3.04,76   |
| 15 km (F)                  | Björn Sandström Piteå Elit SK                              | 31.47,4   | Jens Burman Åsarna IK                                        | 31.52,7   | Jonas Eriksson IFK Mora SK                          | 31.52,8   |
| Masstart 30 km (K)         | Simon Andersson Falun-Borlänge SK                          | 1:15.40,5 | Karl-Johan Westberg Borås SK                                 | 1:15.40,8 | Fredrik Andersson Piteå Elit                        | 1:15.40,9 |
| Stafett 3x10 km (K)        | IFK Mora SK Gustav Eriksson Jonas Eriksson Gustaf Berglund | 1:19.16,1 | Piteå Elit Eric Granström Viktor Brännmark Fredrik Andersson | 1:19.16,2 | Åsarna IK Marcus Ruus Jesper Persson Jens Burman    | 1:19.49,9 |
| Sprintstafett 6x1,5 km (F) | Åsarna IK Jens Burman Edvin Anger                          | 16.49,9   | Piteå Elit Viktor Brännmark Johan Häggström                  | 16.50,6   | IFK Mora SK Eric Rosjö Gustaf Berglund              | 16.53,1   |
| 50 km (F)                  | Gustaf Berglund IFK Mora SK                                | 2:07.03,5 | Jens Burman Åsarna IK                                        | 2:07.25,4 | Johan Häggström Piteå Elit                          | 2:07.28,1 |